# Engertia lii
Engertia lii är en skalbaggsart som beskrevs av Keith 2006. Engertia lii ingår i släktet Engertia och familjen Melolonthidae. Inga underarter finns listade i Catalogue of Life.